# Cyrtidiorchis frontinoensis
Cyrtidiorchis frontinoensis är en orkidéart som först beskrevs av Leslie Andrew Garay, och fick sitt nu gällande namn av Stephan Rauschert. Cyrtidiorchis frontinoensis ingår i släktet Cyrtidiorchis, och familjen orkidéer.
Artens utbredningsområde är Colombia. Inga underarter finns listade i Catalogue of Life.